# Llibre dels set savis de Roma
El Llibre dels set savis de Roma és un poema didàctic d'origen anònim. Aquesta obra deriva d'una traducció d'un text en prosa francès, el qual és una adaptació d'un poema francès del segle xii,  inicialment traduït d'un text hebreu., La seva gran difusió es deu a l'estil clar i concís, juntament amb l'exposició lúcida dels seus arguments.